# Bunene
Bunene (klinopisno dḪAR, fonetično dbu-ne-ne) je bil mezopotamsko božanstvo, vezir (sukkul) in voznik sončnega boga Šamaša, katerega je vsak dan vozil od vzhodnega obzorja ob jutranji zori do vrat v nebesa na zahodu ob večernem mraku. Tako kot njegov gospodar Šamaš je imel tudi Bunene svoje svetišče é.kur.ra ali "Hiša gora" v Siparju, sedanjem Abu Habbahu, ki ga je obnovil Nabonid, zadnji kralj Novobabilonskega cesarstva. Spadal je tudi v panteone Uruka in Larse, kjer so častili njegovega gospodarja.

## Zgodovina
Zdi se, da je bil  Bunene sprva manjše sončno božanstvo, in bil kasneje kot Šamašev  spremljevalec vključen v  Šamašev kult.  V tej vlogi se je prvič pojavil v starobabilonskem obdobju v akadski molitvi, ki poveličuje Šamaša,  in v napisu marijskega kralja Jahdun-Lima.  V darilni listini kasitskega kralja Marduk-apla-iddine II. na Munnabittujevem  kudurruju, s katero je Munnabittuju podaril 750 oralov zemlje, je na seznamu Ajinih božjih zaščitnikov omenjen tudi  Bunene. Do pozne bronaste dobe je nastopal kot priprošnjik pri obredih in prerokbah,  usmerjenih k Šamašu. Na Tablici boga sonca kralja Nabu-apla-iddina (okoli 850 pr. n. št.) je Bunene prikazan kot darovalec oblačil in hrane, podarjene bogu Šamašu. Zgleda, da je s Šamašem in njegovo ženo Ajo tvoril sveto trojico. V poznejšem novobabilonskem obdobju so ga častili v okolici Siparja. Nabopolasar in Nebukadnezar II. sta ga običajno uvrščala na peto mesto v babilonskem panteonu.